# Payman Maadi
Payman Maadi, também conhecido como Peyman Moaadi, (em persa: پیمان مَعادی) é um actor, roteirista e director iraniano-americano. Mais conhecido por ser o protagonista dos filmes Separação e Sobre Elly do director Asghar Farhadi e do filme dramático independente Camp X-Ray. Pelo seu papel em Separação, ganhou o Urso de Prata ao Melhor Actor no ano 2011.

## Carreira
Maadi começou a sua carreira cinematográfica como roteirista no final do ano 2000 com o filme Swan Song. Mais tarde, escreveu vários renomeados filmes iranianos. Começou a sua carreira actuando no filme A respeito de Elly (2009) de Asghar Farhadi.
Dois anos mais tarde, recebeu o prémio Urso de Prata de Melhor Actor como protagonista no Festival de Cinema de Berlim, pela sua actuação de Nader em Separação (2011). Fez parte do elenco do drama indie Camp X-Ray, o qual foi aceite na secção de competição dramática U.S. do Festival de Cinema de Sundance e foi estreado a 17 de outubro de 2014. Maadi também participou na série de televisão  The Night Of da HBO. Em 2014 foi membro do júri do 17º Shanghai International Film Festival.

## Prémios
| Ano  | Prémio                                     | Categoria                                              | Trabalho Nomeado      | Resultado |
| ---- | ------------------------------------------ | ------------------------------------------------------ | --------------------- | --------- |
| 2011 | Ásia Pacific Screen Awards                 | Melhor Actor                                           | Separação             | Nomeado   |
| 2011 | Village Voice Film Poll                    | Melhor Actor                                           | Separação             | Nomeado   |
| 2011 | International Cinephile Society Awards     | Melhor Actor                                           | Separação             | Vencedor  |
| 2011 | Festival de Cinema de Berlim               | Urso de prata ao Melhor Actor                          | Separação             | Vencedor  |
| 2013 | Festival Internacional de Cinema de Fayr   | Prémio do público ao Melhor Filme (com Jamal Sadatian) | The Snow on the Pines | Vencedor  |
| 2013 | Festival Internacional de Cinema de Fayr   | Melhor Director                                        | The Snow on the Pines | Nomeado   |
| 2014 | Festival Internacional de Cinema de Vesoul | Golden Wheel                                           | The Snow on the Pines | Nomeado   |
| 2014 | Festival Internacional de Cinema de Erbil  | Melhor Director                                        | The Snow on the Pines | Vencedor  |
| 2016 | Festival Internacional de Cinema de Fayr   | Crystal Simorgh ao Melhor Actor                        | Life and a Day        | Nomeado   |
| 2016 | House of Cinema                            | Melhor Actor                                           | Life and a Day        | Vencedor  |